# Marie-Félix Choulet
Pour les articles homonymes, voir Choulet.
Marie-Félix Choulet, né le 4 décembre 1854 à Grésy-sur-Aix dans le diocèse de Chambéry (en Savoie) et mort le 31 juillet 1923 à Newchwang (Mandchourie), est un missionnaire français qui fut évêque et vicaire apostolique en Mandchourie.

## Biographie
Marie-Félix Choulet naît le 4 décembre 1854 à Grésy-sur-Aix, dans le duché de Savoie.

### Prêtre
Marie-Félix Choulet poursuit ses études au collège de Pont-de-Beauvoisin, puis au grand séminaire de Chambéry. Il entre le 8 septembre 1877 au séminaire des Missions étrangères de Paris où il est ordonné prêtre le 4 juillet 1880. Il part deux mois plus tard pour la mission de Mandchourie. Il arrive à Shanghai le 15 octobre 1880 et débarque à la procure des Missions étrangères de Newchwang (Ing-Tze), le 5 novembre suivant.
Marie-Félix Choulet passe d'abord quelques mois à Yangkoan pour l'apprentissage de la langue avant d'être nommé en 1881 enseignant au séminaire de Chaling, puis adjoint du supérieur, le Père Hinard. Tout en continuant à apprendre le chinois, il donne des cours de théologie et assure la discipline, ce qui lui vaut une réputation de sévérité; aussi est-il nommé au poste de Kaotchantouan l'année suivante, grand district qui s'étend de Moukden au nord jusqu'à la province de Kirin au nord-est et à la limite de la Corée à l'est, ainsi qu'aux frontières de la Mongolie à l'ouest et au nord-ouest. En 1885, il prend la suite du Père Hinard au séminaire, assurant aussi des cours au petit séminaire encore embryonnaire. Il prend la direction du poste de Siao-heichan en juin 1887, après la mort du Père Chevalier, où l'église était en train d'être terminée et où il se fit maçon, charpentier, etc. L'église est consacrée en 1890 par Mgr Guillon sous le vocable de Notre-Dame de Lourdes . Ce dernier le nomme curé de Newchwang le 13 juin 1890 et provicaire; il a trente-cinq ans. Également à la tête de la procure de cette ville portuaire, il trouve toujours des fonds et du matériel nécessaire pour les missionnaires. Il se fait apprécier de la colonie européenne de Newchwang. Il fait aussi une nouvelle église qui est ouverte au culte à la Pentecôte 1900. Il manque de mourir du typhus en 1893. Au début du XXe siècle, la ville portuaire compte environ 60 000 habitants.

### Révolte des Boxers

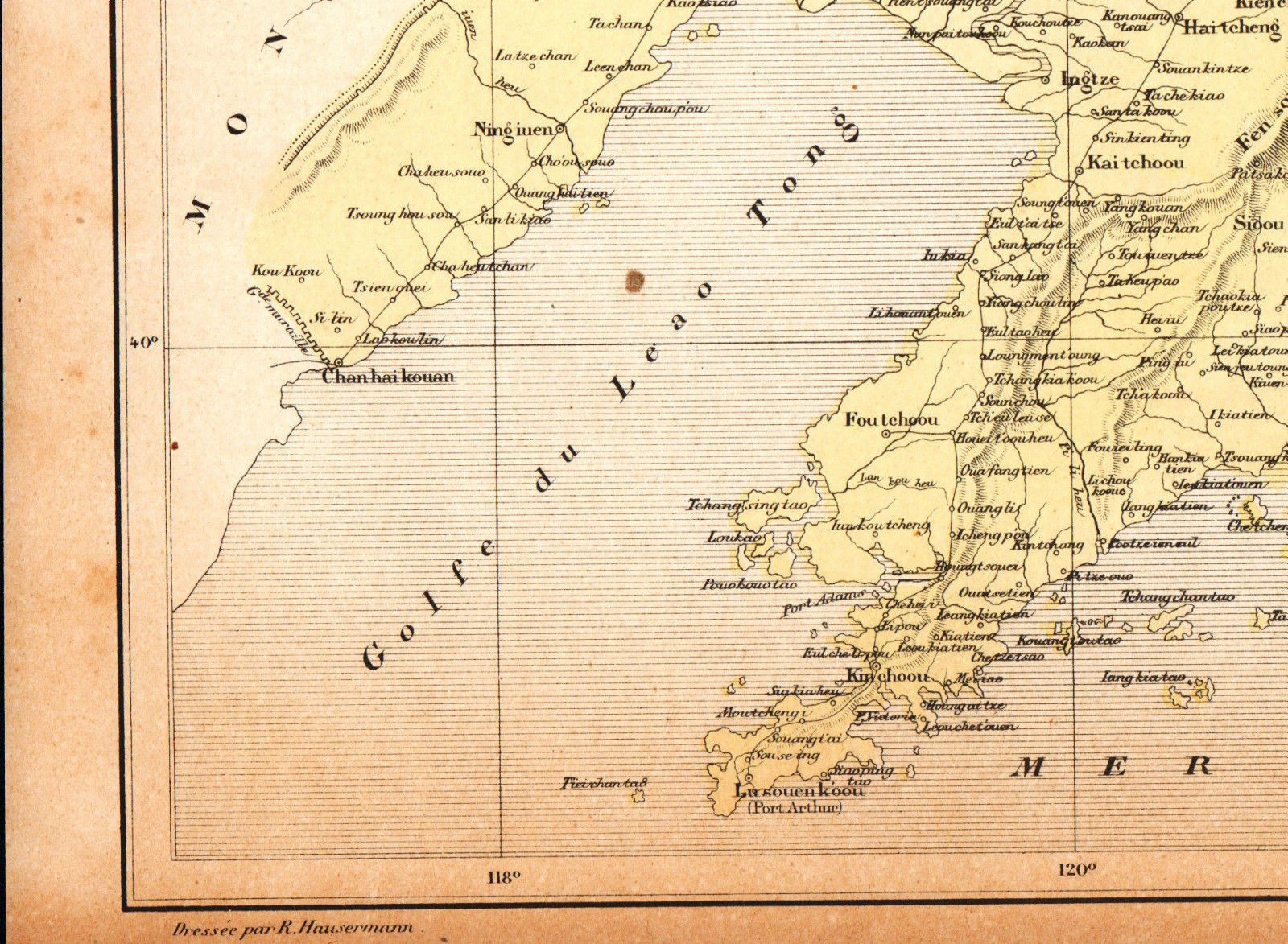
Distance de Port Arthur au sud et de Newchwang (Ing-Tze) au nord.

Depuis mai 1900, la sanglante révolte des Boxers se répand dans toute la Chine et atteint la Mandchourie le mois suivant. À Moukden, Mgr Guillon est tué le 2 juillet 1900 avec un missionnaire, un prêtre chinois et deux religieuses de la Providence de Portieux, ainsi que deux cents catholiques chinois brûlés vifs dans la cathédrale; d'autres missionnaires et des chinois chrétiens trouvent la mort dans les jours qui suivent. Étant provicaire et donc supérieur de la mission depuis la mort de Mgr Guillon, il prend la décision d'embarquer le 5 juillet les autres religieuses de la Providence de Portieux présentes à Newchwang en direction du Japon. Le 7 juillet, les Pères Conraux, Beaulieu et Étellin partent également, tandis que les Pères Caubrières et Chometon se réfugient à Port-Arthur (possession de l'Empire russe). La mission de Newchwang est pillée, la maison des Sœurs est dévalisée; des missionnaires et les fidèles de districts plus lointains ne peuvent donner de nouvelles. La nouvelle de l'assassinat des Pères Viaud, Agnius et Bayart (tués le 11 juillet) est connue le 18 juillet à Newchwang>, tandis que deux autres missionnaires au sud de Siao-heichan sont également massacrés à Lienchan. Trois prêtres chinois sont tués, de même que des milliers de fidèles dans la province. Le Père Choulet est contraint de se cacher. À part la procure de Newchwang, toutes les œuvres de la mission sont détruites et les maisons des chrétiens incendiées. 
Le 4 août 1900, une offensive des soldats russes, appuyée par le feu des canonnières ancrées dans le port, ramène le calme. Mais tout est à reconstruire. Il reste deux églises et un oratoire à Newchwang.

### Vicaire apostolique

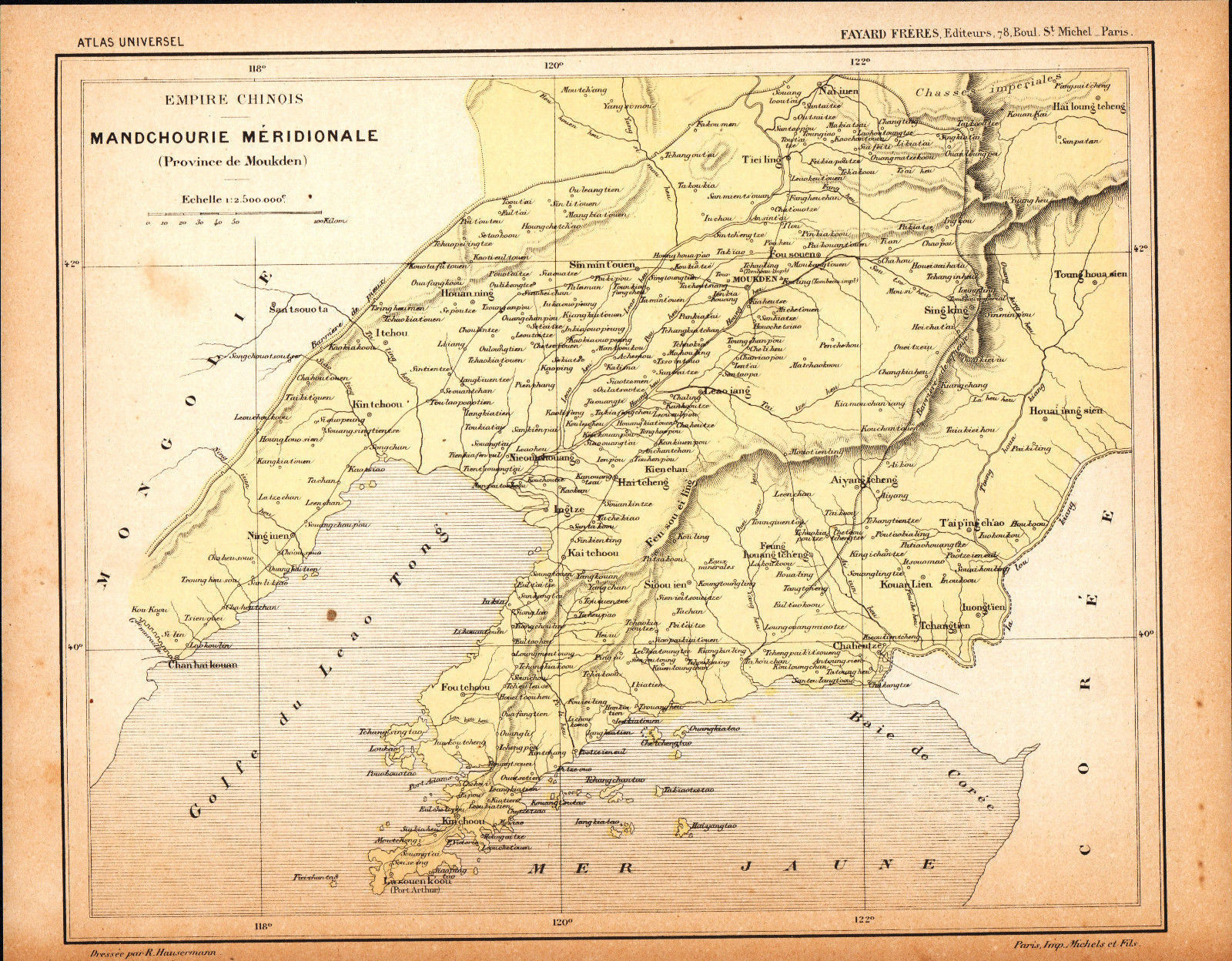
Carte de la Mandchourie-Méridionale.

Après la persécution des Boxers, Marie-Félix Choulet redouble de travail, d'autant qu'il est nommé le 21 février 1901 vicaire apostolique de Mandchourie-Méridionale. Il est sacré à Pékin par Mgr Alphonse Favier, le 24 novembre 1901. Il participe aussi à Pékin cet l'automne-là aux négociations d'indemnisation infligée au gouvernement chinois avec l'appui du gouvernement français et de ses alliés et rentre le 31 décembre 1902 dans sa mission, après plus d'un an d'âpres discussions. Mais la guerre russo-japonaise éclate en 1904, la Mandchourie étant un territoire d'influence contesté entre les deux empires, le Japon étant appuyé financièrement par les Anglais et les Américains, la Russie bénéficiant de la neutralité de la France à cet égard. La Russie perd la guerre et sa base de Port-Arthur (à la grande satisfaction des Britanniques, installés à Hong-Kong), notamment à Moukden et à la bataille de Tsushima; les réfugiés chinois affluent dans les grandes villes. Le séminaire est transféré à Moukden. Après la victoire japonaise, la province entre dans l'aire d'influence commerciale japonaise ; de nombreux colons, travailleurs et négociants japonais s'y installent.
En 1912, Mgr Choulet part se faire soigner en France . Un coadjuteur lui est donné le 25 juillet 1914 en la personne de Vincent Sage. Mais très vite, c'est la mobilisation et il doit se séparer de missionnaires appelés sous les drapeaux. Les mobilisés de Chine sont versés au 16e colonial de Tientsin, avant d'aller combattre en France pour certains. En 1915, Mgr Choulet établit la congrégation féminine chinoise du Saint Cœur de Marie pour scolariser les petits enfants et enseigner le catéchisme. Le 20 septembre 1917, son coadjuteur meurt d'une dysenterie foudroyante.
En octobre 1919, sentant ses forces s'amoindrir, il profite du passage de Mgr de Guébriant, visiteur apostolique, pour demander sa mise à la retraite. Sa demande est acceptée par la Sacré Congrégation de la Propagande un an plus tard. Il tombe malade l'année suivante et se retire à Newchwang le 23 juin 1923, après la consécration de son successeur, Mgr Blois. Il meurt un mois plus tard.
Mgr Mutel, vicaire apostolique de Séoul, célèbre les funérailles. Marie-Félix Choulet est enterré dans son ancienne pro-cathédrale, auprès de son coadjuteur, Mgr Sage.

## Succession apostolique
Marie-Félix Choulet a ordonné les évêques suivants :
- Évêque Vincent-François-Joseph Sage (zh), M.E.P. (1915)